# Bolbitis killipii
Bolbitis killipii là một loài dương xỉ trong họ Dryopteridaceae. Loài này được Lellinger mô tả khoa học đầu tiên năm 1975.
Danh pháp khoa học của loài này chưa được làm sáng tỏ. 